# Murça
Murça là một huyện thuộc tỉnh Vila Real, Bồ Đào Nha. Huyện này có diện tích 189 km², dân số thời điểm năm 2001 là 6752 người.